# Eugippius
Eugippius (valószínűleg Noricum, 460 körül – Castel dell’Ovo, Nápoly mellett, 535 körül) latin nyelven író kora középkori noricumi szerzetes, késő-antik római történetíró. Fő műve a latinul írt Vita Sancti Severini (Szent Severinus életrajza), mely 46 fejezetben meséli el mestere életét. Írt még egy összefoglalót Szent Ágoston műveiből.

## Élete és működése
Életéről csak feltevéseink vannak. Művében annyit árul el, hogy személyesen ismerte Severinust, az ő szerzetesi közösségéhez tartozott. Bóna István a Vita alapján valószínűsíti, hogy 471/472 körül kerülhetett Severinus mellé. Severinus 482-es halála után hamarosan a római uralom összeomlott Noricumban és Raetiában, az egykori provinciából pedig elmenekültek annak lakosai. Ekkor, 488-ban a szerzetesek exhumálták Severinus holttestét, és egy Nápoly mellett alapított kolostorba, Castellum Lucullanumba szállították (Ma: Castel dell’Ovo). Eugippius 505 körül ennek a szerzetesközösségnek lett az apátja, körülbelül 30 évig.
509-ben elolvasta Bassus szerzetes életét egy neki küldött levélben, és ekkor támadt az az ötlete, hogy összegyűjti a mesterére vonatkozó anyagot. Az összegyűjtött csodákat elküldte egy Deogratias nevű presbiterrel a jeles egyházi személyhez, Paschasius diakónushoz, azzal, hogy formáljon belőle egy szentéletrajzot. Paschasius azonban azt válaszolta neki, hogy a levélben megkapott anyagnál jobban senki nem tudná összeállítani a Vitát.

## Művei
Eugippiusnak két műve ismeretesː
- a Vita Sancti Severini ('Szent Severinus élete') – első kiadása Welser Aug. Vindel. című gyűjteményében történt meg 1595-ben.[2]);
- az Excerpta ex operibus s. Augustini – Szent Ágoston mondásainak gyűjteménye;[2] a terjedelmes művet sokat használták a középkorban.[3] Első kiadása Thesaurus Augustinianeus címmel Bázelban jelent meg 1542-ben.[2]

## A Vita Sancti Severini
Bár Eugippius mentegetődzik levele elején, hogy esetlen és irodalmilag nem formált az életrajz, a mű mégis logikusan, 
kronologikusan felépített. Az írás plasztikusan mutatja be a római uralom végét, a lakosság szenvedéseit és menekülését miután a barbárok behatoltak Noricumba és Raetiába.
A mű jól tükröz két jelenséget: egyfelől a műveltség lehanyatlásával Severinus tettei csodáknak tűnhettek föl az egyszerű 
szerzetesek számára. Valójában Severinus nem tett mást, mint józan eszére valamint jól kiépített hírszerző szolgálatára 
hallgatva előre felmérte a barbárok lehetséges támadásainak irányát, és figyelmeztette a fenyegetett települések lakosait, hogy költözzenek össze, vagy hagyják abba az élelmiszerek elherdálását, és tartalékoljanak az esetleges ostromra, illetve osszák szét a szegény menekültek között is, hogy azok ne lázadozzanak. Orvosi tudásával pedig Severinus sok embernek megmentette az életét – de a mű leír olyan esetet is, amikor nem járt sikerrel.
Másfelől pedig Severinus tettei folytán olyan nagy hírnévre tett szert Eugippius szerint, hogy mindegyik közösség kérte, hogy költözzön hozzá, mert azt gondolták, hogy ezzel megóvják magukat a barbárok támadásától. Ez már előrevetíti, hogy a világi közigazgatás összeomlása után az egyes közösségek védelmét a kora középkorban az egyes nagy tekintélyű egyházi személyek veszik át. A galliai szentéletrajzok visszatérő eleme emiatt pl. az, hogy az adott szent kijavíttatta a városok falait. Severinus tud gótul, a barbárok közötti érintkezés nyelvén, emiatt személyesen ismeri a térségben élő barbár királyokat, elsősorban a rugiak vezetőit.
Severinus tettei földrajzilag jól elhelyezhetők, az Eugippius által említett települések (Asturis, Favianis, Lauriacum, Batavis, Cucullus, Tiburnis, Quintanis) valóban léteztek, így az írás kiemelkedő fontosságú az említett provinciák történeti földrajzának rekonstrukciójához.
Eugippius műve egyfelől tehát tényszerű, másrészről azonban nagyon is tendenciózus alkotás. A mű Itáliában a keleti gótok és királyuk, Nagy Theoderich uralma alatt született. Theoderich uralkodása első felében a király a rómaiak és a gótok békés együttélését igyekezett elérni. Azonban a király számára hamarosan nyilvánvalóvá vált, hogy a rómaiak Konstantinápolyhoz, mint Róma egyetlen legitim örököséhez hűségesek, emiatt uralma végén Theoderich kivégeztette a római párt tagjait, így pl. Boethiust is.
Eugippius maga rómainak tartja magát, és még nem római szerzetestársait is barbároknak mondja. A gótokkal szembeni gyűlöletét azonban csak rejtve tudja kifejezésre juttatni – emiatt például ahol egyértelmű, hogy gótok hurcolják el a lakosságot, ott csak rablókat említ. Másrészről pedig a barbárok elleni gyűlöletét az egyik rugi királyné, Giso ellen önti ki. Severinus azonban nem tartotta a germánokat barbároknak: ismerte nyelvüket, szívesen adott nekik tanácsokat, tiszteletben tartotta ariánus hitüket és nem végzett térítő munkát a körükben. Bóna István felveti, hogy Severinust nagyon tisztelték a germánok, mindegyik királyukkal szívélyes viszonyban állt, nagyon jól ismerte szokásaikat, ismerte nyelvüket, és gyanúsan sokszor utasítja el szerzetestársainak arra irányuló kérdését, hogy honnan is jött. Ebből Bóna arra a megállapításra jutott, hogy Severinus maga is megfordult azon a helyen ahol az összes barbár uralkodóval találkozhatott, ahol a nyelvüket megtanulhatta és a királyok tiszteletét és barátságát kivívhatta: Attila udvarában, ahova minden germán vezető túszként elküldte fiait. A Rómával hadakozó Attila halála után azonban Severinusnak el kellett hagynia a széthulló hun birodalmat, de el kellett titkolnia a többi római előtt karrierje korábbi állomását. Kiemeli továbbá, hogy Severinus testét egy itáliai özvegyasszony által adományozott itáliai birtokon temették el, és itt is alapították újjá a severinusi rendet. A későbbi források megerősítik, hogy ez a birtok az Attila udvarában írnokként szolgáló, Orestesé volt, aki egyébként az utolsó római császár, Romulus Augustulus apja volt. Magas rangú barátai, valamint a császári családig nyúló kapcsolatai miatt Severinus tulajdonképpen a római császár ügynökeként szolgált Noricumban és Raetiában, és politikájával igyekezett kijátszani egymás ellen a germán törzseket, hogy a birodalmat lélegzetvételhez juttassa.

## Részlet a műből

### TalálkozásOdoacerrel
Ezek között, mint délceg ifjú, az az Odoacer is eljött hozzá, akkor még silány öltözetben, aki később Itáliában uralkodott. Míg meghajolva állt ott, hogy fejét ne üsse a szobácska felettébb alacsony mennyezetébe, Isten emberétől megtudta, hogy dicsőséges jövő vár rá. Búcsúzkodás közben a szent ezt mondta neki: „Menj Itáliába, menj; bár silány bőrökbe burkolódzol, de hamarosan sokakat fogsz gazdagon megajándékozni.”

### A római uralom végnapjai
Abban az időben, amikor még fennállt a római birodalom, sok város katonasága a határszolgálatért kapott zsoldból élt. Amint ez a rendszer megszűnt, egyszerre eltűntek a katonai alakulatok a határvédelemmel együtt, csak a batavisi csapat tartott ki valahogy. Közülük egyesek Itáliának vették útjukat, hogy bajtársaiknak elhozzák az utolsó zsoldot. De ezeket, anélkül, hogy valaki tudott volna róluk, a barbárok útközben megölték. Egy napon pedig szent Severinus, amint szobácskájában olvasott, hirtelen becsukva könyvét, nagy sóhajtások között sírni kezdett. Megparancsolta a jelenlévőknek, hogy sietve menjenek a folyóhoz, és kijelentette, hogy abban az órában a víz emberi vérrel van szennyezve. Nemsokára hírül is hozták, hogy az említett katonák testét a folyó sodra kivetette a partra.

## Eugippius művének magyar nyelvű fordítása
- Eugippius: Vita Sancti Severini. A bevezető tanulmányt írta Bóna I. Fordította az ELTE-BTK Régészeti Tanszékének hallgatói munkaközössége. Antik Tanulmányok, 1969. (16.) 265–320. pp